# Лютий 2006
Лютий 2006 — другий місяць 2006 року, що розпочався у середу 1 лютого та закінчився у вівторок 28 лютого.

## Події
- 8 лютого — Ізраїль оголосив про готовність відмовитися від Юдеї та Самарії. Приводом для цього було бажання відокремитися від палестинців після перемоги на виборах у ПНА екстремістського угруповання «Хамас».
- 10 лютого — у Турині (Італія) почалися ХХ зимові Олімпійські ігри (завершилися 26 лютого).
- 20 лютого — прийнято Прапор Демократичної Республіки Конго.
- 25 лютого — 31-ша церемонія вручення нагород премії «Сезар».